# Rezonancija (hemija)
U hemiji, rezonanca or mezomerizam je način opisivanja delokalizovanih elektrona unutar pojedinih molekula ili poliatomskih jona gde se vezivanje ne može izraziti jednom Luisovom formulom. Molekul ili jon sa takvim delokalizovanim elektronima se predstavlja sa nekoliko rezonantnih struktura ili kanoničkih formi.
Svaka rezonantna struktura se može prikazati Luisovom strukturom, sa celim brojem kovalentnih veza između svakog para atoma u strukturi. Nekoliko Luisovih struktura se kolektivno koristi za opisivanje molekulske strukture. Individualne rezonantne strukture nisu rezonantno stabilizovani molekuli. Molekul ne osciluje između njih, mada se to u izvesnom smislu proizlazi iz reči „rezonanca“. Stvarna struktura je približni intermedijar između kanoničkih formi. Njena sveukupna energija je niža od bilo koje pojedinačne rezonantne strukture. Taj intermedijar se naziva rezonantni hibrid. Rezonantne strukture se razlikuju samo po poziciji elektrona, a ne po poziciji nukleusa. Rezonancija je ključna komponenta teorije valentne veze.
Elektronska delokalizacija snižava potencijalnu energiju supstance, te je čini stabilnijom od rezonantnih struktura. Razlika između potencijalne energije stvarne strukture i rezonantne strukture sa najnižom potencijalnom energijom se naziva rezonantna energija ili energija delokalizacije.
Rezonancija se razlikuje od tautomerije i konformacionog izomerizma, koji se sastoje od formiranja izomera, te dolazi do preuređenja pozicija nukleusa.

## Spoljašnje veze
- (језик: француски) N. Goudard; Y. Carissan; D. Hagebaum-Reignier; S. Humbel (2008). „HuLiS : Java Applet - Simple Hückel Theory and Mesomery - program logiciel software”. Приступљено 29. 10. 2010.